# Alejandro Escalona
Alejandro Adrián Escalona Martínez (14 de agosto de 1979, Santiago, Chile) es un exfutbolista chileno, formado en Colo-Colo, que jugaba como lateral izquierdo. Su último club fue Curicó Unido de la Primera B de Chile.

## Carrera
Formado en las divisiones de Colo-Colo debutando como profesional en 1997 en el Torneo de Clausura donde su equipo obtendría el título nacional. Tras tener un buen desempeño en el Campeonato Sudamericano Sub-20 de 1999 es vendido al Torino FC de Italia donde no logra jugar mucho por lo cual es enviado al Benfica de Portugal donde siendo titular en partidos importantes es enviado a River Plate de Argentina.
En River Plate pese a lesión en tobillo, ganó un nuevo título de la mano de  Manuel Pellegrini. Tras su paso por Argentina llega a Chile al Everton de Viña del Mar de la Primera B de Chile donde logró obtener el ascenso a la Primera División de Chile. Tras sus buenas actuaciones en el cuadro ruletero parte al Gremio de la Serie B de Brasil donde logra el título de ascenso y el Campeonato Gaucho.
Tras las buenas actuaciones en el Gremio ficha por el Náutico donde no logra mucho por lo cual vuelve a Everton de Viña del Mar. El 2009 regresaría a la actividad, esta vez nuevamente en la Primera B de Chile donde con San Luis de Quillota lograría el ascenso a la Primera División como capitán del equipo.

## Selección nacional

### Participaciones en Campeonatos Sudamericanos
| Campeonato Sudamericano     | Sede      | Resultado |
| --------------------------- | --------- | --------- |
| Sudamericano Sub-20 de 1999 | Argentina | 6° Lugar  |

## Clubes
| Club                 | País      | Años      |
| -------------------- | --------- | --------- |
| Colo-Colo            | Chile     | 1997-1999 |
| Torino FC            | Italia    | 1999-2000 |
| Benfica              | Portugal  | 2000      |
| River Plate          | Argentina | 2001-2002 |
| Everton              | Chile     | 2003-2004 |
| Gremio               | Brasil    | 2005      |
| Audax Italiano       | Chile     | 2007-2009 |
| San Luis de Quillota | Chile     | 2009-2011 |
| Everton              | Chile     | 2011-2012 |
| Curicó Unido         | Chile     | 2012      |

## Títulos

### Nacionales
| Título                        | Club        | País      | Año    |
| ----------------------------- | ----------- | --------- | ------ |
| Primera División              | Colo-Colo   | Chile     | 1997-C |
| Primera División              | Colo-Colo   | Chile     | 1998   |
| Primera División de Argentina | River Plate | Argentina | 2002-C |
| Primera B                     | Everton     | Chile     | 2003   |
| Serie B                       | Gremio      | Brasil    | 2005   |
| Campeonato Gaucho             | Gremio      | Brasil    | 2006   |
| Primera B                     | San Luis    | Chile     | 2009-C |